# Pseudostesilea rondoni
Pseudostesilea rondoni – gatunek chrząszcza z rodziny kózkowatych i podrodziny zgrzypikowych. Jedyny przedstawiciel rodzaju Pseudostesilea.

## Zasięg występowania
Gatunek ten występuje w Laosie.